# A483 road
Die A483 road (englisch für Straße A483) ist eine fast durchgehend (bis auf den Abschnitt von Swansea bis zur A48 road) als Primary route ausgewiesene Fernverkehrsstraße in Wales und England. Sie ist auch als Swansea to Manchester Trunk Road bekannt, obwohl sie inzwischen in Chester endet. Zwischen dem Anschluss junction 47 und dem Autobahnende in Pont Abraham ist die Straße durch den M4 motorway unterbrochen. Vom Autobahnende an ist sie durchgehend als Primary route ausgewiesen. Sie verläuft über Tycroes und Ammanford (walisisch Rhydaman) nach Llandeilo. Dort kreuzt sie die A40 road. Sie folgt nun bis Llandovery gemeinsam mit der A40 dem Lauf des Afon Tywi flussaufwärts, trennt sich von der A40 und führt über Llanwrtyd Wells nach Beulah. Dort biegt sie scharf nach Osten ab und führt durch Garth nach Builth Wells (walisisch Llanfair-ym-Muallt). Hier kreuzt sie die A470 road, wendet sich wieder nach Norden und führt über Llandrindod Wells und Crossgates, wo die A44 road gekreuzt wird, nach Newtown (walisisch Y Drenewydd), das gemeinsam mit der A489 road auf einem bypass umfahren wird. Die A483 folgt weiter dem Lauf des Severn bis Welshpool (walisisch Y Trallwyng), kreuzt die A458 road und setzt sich in nordnordöstlicher Richtung nach Oswestry fort, das gemeinsam mit der A5 road östlich umgangen wird. Der nächste Abschnitt wird gemeinsam mit der A5 gebildet, bis diese nach Westen abzweigt. Die A483 behält die bisherige Richtung bei und wird ab Ruabon (walisisch Rhiwabon) vierstreifig. Sie passiert Wrexham (walisisch Wrecsam) im Westen, kreuzt die A55 road südlich von Chester, wo der vierstreifige Ausbau endet, und setzt sich noch bis in das Zentrum von Chester fort.